# Anne Wünsche
Anne Wünsche (* 26. August 1991 in Cottbus) ist eine deutsche Schauspielerin, Influencerin und YouTuberin.

## Leben
Anne Wünsche wuchs nach eigenen Angaben in Cottbus auf. Ab dem Beginn der Reality-Seifenoper Berlin – Tag & Nacht im Jahr 2011 verkörperte sie die Figur der Hanna. 2013 verließ sie die Serie vorübergehend aufgrund einer Schwangerschaft und brachte ein Mädchen zur Welt. In Berlin – Tag & Nacht spielte Wünsche mit einer Serientochter. 2015 stieg sie wegen einer zweiten Schwangerschaft erneut auf unbestimmte Zeit aus. Mitte November 2015 kam ihr zweites Kind zur Welt, ebenfalls ein Mädchen. Im Juni 2018 spielte sie die Rolle einer Diebin bei Gute Zeiten, schlechte Zeiten. Im September 2021, zum 10-jährigen Jubiläum von Berlin – Tag & Nacht kehrte Wünsche als Hanna zusammen mit ihrer Tochter, die dabei ihren ersten Fernsehauftritt als Serientochter Joanna hatte, zurück. Im Jahr 2022 spielte sie im Musikvideo zum Song von Gönn dir von Twenty4tim mit. Sie hat zwei Töchter und mit ihrem damaligen Lebenspartner, dem Synchronsprecher Karim El Kammouchi, seit 2022 einen Sohn. 2025 trennte sich das Paar.
Seit 2010 betreibt sie einen YouTube-Kanal mit 584.000 Abonnenten unter ihrem Namen (Stand: 17. Januar 2024). Neben Comedy veröffentlichte sie dort auch ein Video mit Statements gegen Gewalt an Kindern. Ferner betreibt Wünsche auf dem Portal OnlyFans einen Erotik-Kanal, über den sie gegen Gebühr erotische Aufnahmen von sich vermarktet.
Im Dezember 2020 wurde sie wegen eines Lanzarote-Urlaubs während strenger Lockdown-Maßnahmen zur Eindämmung der Corona-Pandemie von vielen Instagram-Fans kritisiert, der Werbepartner Oceans Apart brach daraufhin die Zusammenarbeit mit ihr ab.

## Filmografie (Auswahl)
- 2011–2013, 2014–2015, 2017, 2019, 2021: Berlin – Tag & Nacht (Fernsehserie)
- 2018: Gute Zeiten, schlechte Zeiten (Fernsehserie)

## Synchronsprecherin (Auswahl)
- 2017: King Arthur: Legend of the Sword als Jenna
- 2017: My Little Pony – Der Film als Captain Celeano